# Eugeniusz Wycisło
Eugeniusz Józef Wycisło (ur. 4 stycznia 1948 w Mikołowie) – polski polityk, samorządowiec, poseł na Sejm RP IV i V kadencji (w latach 2001–2007).

## Życiorys
Z wykształcenia inżynier mechanik, specjalista w zakresie energetyki, w 1973 ukończył studia na Wydziale Mechanicznym Energetycznym Politechniki Śląskiej w Gliwicach (specjalizacja w zakresie aparatury przemysłowo-chemicznej).
Po studiach pracował jako konstruktor w Wyrskich Zakładach Budowy Urządzeń Chemicznych, zaś od 1976 kierował wydziałem remontów w Fabryce Samochodów Małolitrażowych w Tychach. W latach 1979–1981 i 1985–1990 pracował na stanowisku samodzielnego specjalisty w Głównym Instytucie Górnictwa – Instytucie Karbochemii, a w latach 1981–1985 był nauczycielem w szkole podstawowej w Mizerowie.
W latach 1990–1998 zajmował stanowisko burmistrza Mikołowa. W tym samym czasie zasiadał również w radzie miasta. Od 1999 do 2001 był starostą i członkiem rady powiatu mikołowskiego.
W 2001 został wybrany do Sejmu IV kadencji z listy Platformy Obywatelskiej w okręgu rybnickim. W 2005 po raz drugi uzyskał mandat poselski. W 2007 nie ubiegał się o reelekcję. Objął stanowisko prezesa zarządu Górnośląskiej Agencji Przekształceń Przedsiębiorstw S.A. (spółki SP). W 2014 został wybrany do rady miejskiej w Mikołowie.